# EV17 Rhôneroute
De Rhôneroute (Rhone Route) is een geheel bewegwijzerde fietsroute van zo'n 1250 kilometer. De route maakt deel uit van het EuroVelo-netwerk van de European Cyclists' Federation. Ze volgt de rivier de Rhône en verbindt Andermatt in Zwitserland met Sète en Port-Saint-Louis-du-Rhône in Frankrijk aan de monding in de Middellandse Zee.

## Routebeschrijving
Per land zijn de belangrijkste steden die doorkruist worden:
| Land        | Belangrijkste steden (kruising met andere EuroVelo)          |
| ----------- | ------------------------------------------------------------ |
| Zwitserland | Andermatt (EV5 - EV15), Sion, Montreux, Lausanne, Genève     |
| Frankrijk   | Lyon, Valence, Avignon, Beaucaire (EV8), Arles of Sète (EV8) |

### Zwitserland
Het traject in Zwitserland bestaat al sinds ongeveer 2000 als de bewegwijzerde fietsroute nr. 1: Rhone-Route van het nationale Fietsnetwerk Veloland Schweiz. Ze is 350 kilometer lang (26 kilometer onverhard) en begint in Andermatt in het kanton Uri, steekt de Furkapas over, daalt vervolgens door het kanton Wallis naar het Meer van Genève, en loopt ten noorden van het meer door Lausanne en helemaal naar Genève.

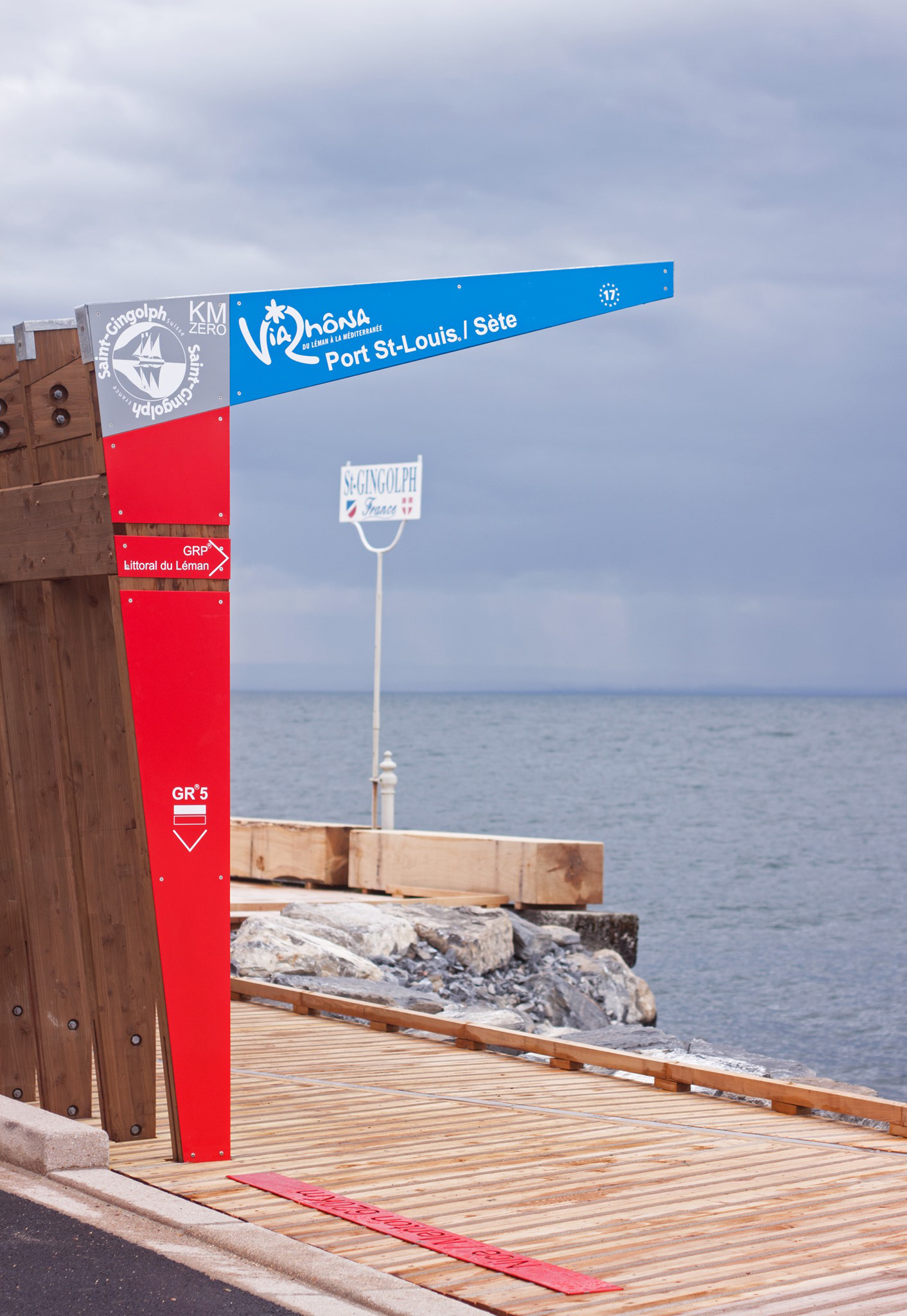
Begin van de ViaRhôna in Saint-Gingolph aan de Franse zuidzijde van het Meer van Genève

Een alternatieve route loopt langs de zuidkant van het meer (Frankrijk) naar Genève.

### Frankrijk (ViaRhôna)
Het Franse deel wordt ViaRhôna genoemd. Deze 815 kilometer lange fietsroute, die sinds 2008 in delen is uitgebreid, leidt van het Meer van Genève door het Rhônedal naar de Middellandse Zee.
Ten zuiden van Genève loopt het fietspad naast de Rhône, of verder weg van de rivier waar dat meer geschikt is om te fietsen. De route gaat deels over bestaande of nieuwe autoluwe straten en paden. 
Omdat grote delen van het pad op oevers van stroomcentralekanalen en de waterkeringsdammen liggen, draagt de waterenergiecentrale-exploitant Compagnie nationale du Rhône ook bij in de kosten van het bouwproject.

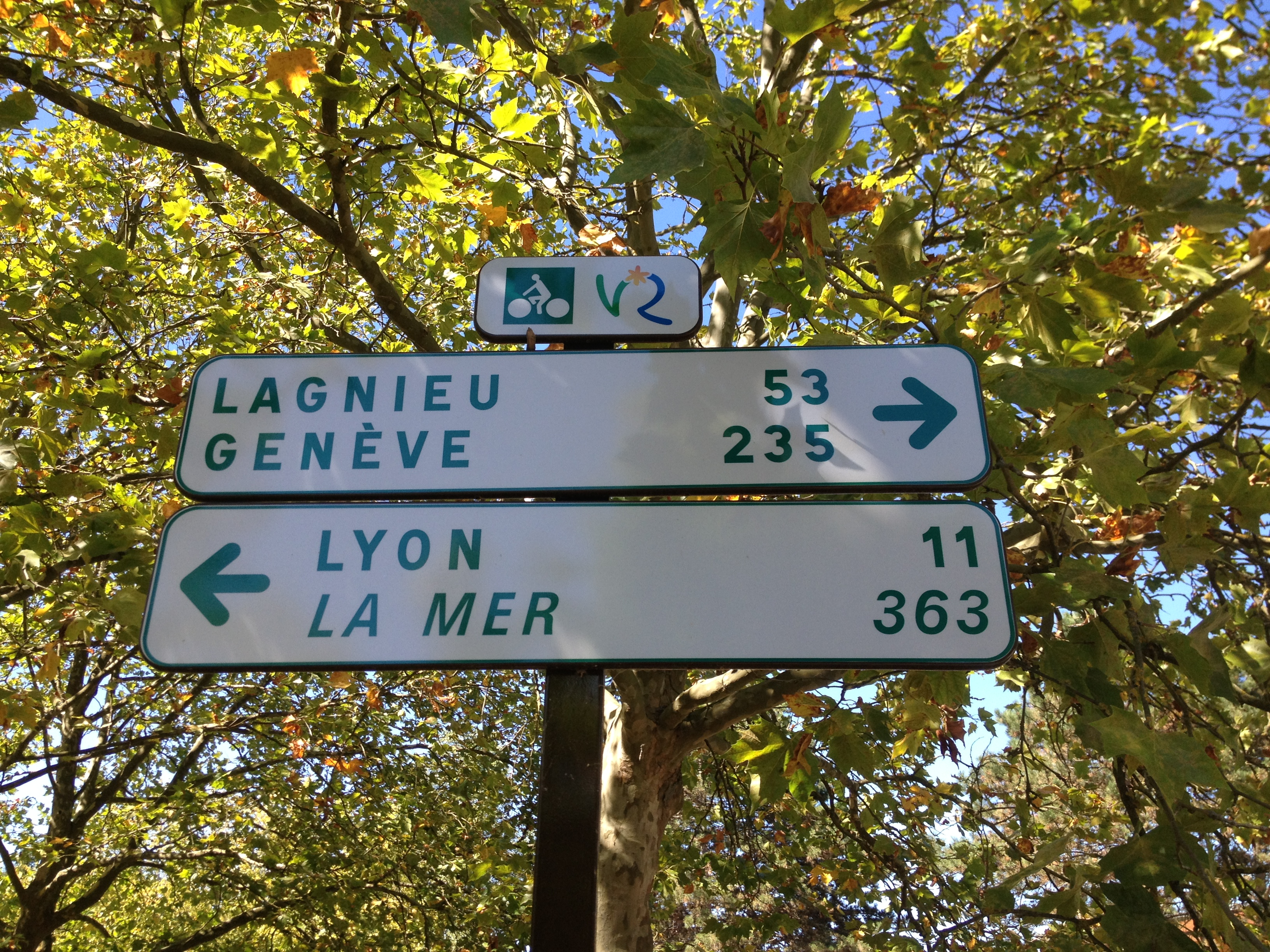
Wegwijzer in het park Miribel-Jonage.

Langs het fietspad liggen natuurlijke landschappen, historische plaatsen en bekende bezienswaardigheden. Belangrijke plaatsen onderweg zijn bijvoorbeeld de stad Seyssel met de historische hangbrug over de Rhône en het museum Maison du Haut-Rhône, Chanaz in het departement Savoie aan het Savières-kanaal, de metropool Lyon met het uitgestrekte gebied van het Grand parc de Miribel-Jonage, het openbare stadspark Parc de la Tête d'Or en de bruggen aan de samenvloeiing van de Saône in de Rhône, Vienne in het departement Isère, Tournon-sur-Rhône in het departement Ardèche met het kasteel van Tournon, Avignon in het departement Vaucluse,  en Beaucaire in het departement Gard.
De oostelijke aftakking van de ViaRhôna loopt via Arles (departement Bouches-du-Rhône) naar de monding van de Rhône in de Middellandse Zee bij Port-Saint-Louis-du-Rhône.
De westelijke aftakking van de ViaRhôna loopt westelijk van de Camargue en even langs de Middellandse Zee naar Sète. Deze loopt tussen Beaucaire en Sète parallel met de Middellandse Zeeroute welke in Sète verder vervolgd kan worden.